# Cytherella truncata
Cytherella truncata är en kräftdjursart. Cytherella truncata ingår i släktet Cytherella och familjen Cytherellidae. Inga underarter finns listade i Catalogue of Life.